# Suma Sumárum Tour 2002
Suma Sumárum Tour 2002 bylo koncertní turné české rockové skupiny Kabát. Jednalo se o halové turné. Konalo se ku příležitosti 10. výročí od vydání debutového alba Má ji motorovou a také jako k propagaci pro kompilační album Suma sumárum. Pódium bylo umístěné uprostřed hal, poté se toto umístění pódia využilo při turné ještě v roce 2011 a 2017. V listopadu 2002 skupina navštívila české fanoušky ve Spojených státech, což byla historicky první zahraniční návštěva skupiny (nepočítaje Slovensko).

## Setlist
1. Porcelánový prasata
2. V pekle sudy válej
3. Mám obě ruce levý
4. Bum bum tequilla
5. Dávám ti jeden den
6. Jabadabadů
7. Kanibal Hanibal
8. Moderní děvče
9. Raketovej pes
10. Brouk Pytlík
11. Bára
12. Teta
13. Ber
14. Starej bar
15. Óda na konopí
16. Všechno bude jako dřív
17. Bruce Willis
18. Tak teda pojď
19. Colorado
20. Go satane go
Přídavek
21. Pohoda
22. Na sever
23. Žízeň
24. Láďa

## Turné v datech
| Datum                     | Město                     | Stát                      | Místo                     |
| Evropa (Česko, Slovensko) | Evropa (Česko, Slovensko) | Evropa (Česko, Slovensko) | Evropa (Česko, Slovensko) |
| ------------------------- | ------------------------- | ------------------------- | ------------------------- |
| 14. května 2002           | Tábor                     | Česko                     | Zimní stadion Tábor       |
| 16. května 2002           | Karlovy Vary              | Česko                     | -                         |
| 18. května 2002           | Jihlava                   | Česko                     | -                         |
| 21. května 2002           | Olomouc                   | Česko                     | -                         |
| 23. května 2002           | Brno                      | Česko                     | -                         |
| 25. května 2002           | Zlín                      | Česko                     | -                         |
| 27. května 2002           | Ostrava                   | Česko                     | -                         |
| 29. května 2002           | Žilina                    | Slovensko                 | -                         |
| 1. června 2002            | Košice                    | Slovensko                 | -                         |
| 4. června 2002            | Bratislava                | Slovensko                 | -                         |
| 6. června 2002            | Hradec Králové            | Česko                     | -                         |
| 10. června 2002           | Liberec                   | Česko                     | -                         |
| 12. června 2002           | Teplice                   | Česko                     | Zimní stadion Teplice     |
| 14. června 2002           | Plzeň                     | Česko                     | Home Monitoring Aréna     |
| 18. června 2002           | Praha                     | Česko                     | Zimní stadion Eden        |
| Severní Amerika           |                           |                           |                           |
| 7. listopadu 2002         | New York, New York        | Spojené státy             | Club Warsaw               |
| 9. listopadu 2002         | Atlanta, Georgie          | Spojené státy             | The Masquerade            |
| 15. listopadu 2002        | Los Angeles, Kalifornie   | Spojené státy             | Queen Mary                |
| 16. listopadu 2002        | Chicago, Illinois         | Spojené státy             | Union Hall                |
| 19. listopadu 2002        | Orlando, Florida          | Spojené státy             | Backstage                 |
| 21. listopadu 2002        | Denver, Colorado          | Spojené státy             | Ogden Theatre             |
| 23. listopadu 2002        | Fort Lauderdale, Florida  | Spojené státy             | Inverrary Plaza Resort    |

## Sestava
- Josef Vojtek – zpěv
- Milan Špalek – baskytara, doprovodný zpěv, zpěv
- Ota Váňa – kytara, doprovodný zpěv
- Tomáš Krulich – kytara, doprovodný zpěv
- Radek „Hurvajs“ Hurčík – bicí, doprovodný zpěv